# غرام ملكي
غرام ملكي (بالدنماركية: En kongelig affære) فيلم دراما، وفيلم تاريخي ‏، وفيلم رومانسي، وميلودراما أُصدر في 16 فبراير 2012. الفيلم من إنتاج دي آر تي في، وفيلم اي فاست ‏، والتلفزيون السويدي، وزينتروبا ‏، و من إخراج نيكولاج أرسيل، أما السيناريو فكان من كتابة نيكولاج أرسيل، وراسموس هايستربيرج ‏، وبودل ستنسن ليث.

## القصة
تدور احداث الفيلم على قصة حقيقة حدثت في بلاط القصر الملكي الدنماركي خلال الربع الأخير مِن القرن القرن 18 و تدور حول العلاقة التي نشأت بين ملكة الدنمارك الشابة و الطبيب الألماني ستروينسي الذي كان معالجًا و مستشارًا لزوجها الملك.

## طاقم التمثيل
- مادس ميكلسن، بدور يوهان فريدريش ستروينسي
- مورتن هولست  [لغات أخرى]‏
- Ivan G'Vera [الإنجليزية]‏
- Daniel Bambas  [لغات أخرى]‏
- Michaela Horká  [لغات أخرى]‏
- فريدريك كريستيان يوهانسن  [لغات أخرى]‏
- Nikol Kouklová  [لغات أخرى]‏
- Jakob Lohmann  [لغات أخرى]‏
- Ivan Vodochodský  [لغات أخرى]‏
- Karin Rørbech  [لغات أخرى]‏
- Josefine Højbjerg Bitsch ‏
- Mads Hjulmand  [لغات أخرى]‏
- Frank Rubæk ‏
- Kristian Fjord ‏
- Julia W. Olsen ‏
- هارييت والتر، بدور أوغستا أميرة ساكس-غوتا-ألتينبورغ
- Erika Guntherová  [لغات أخرى]‏
- سورين مولينج، بدور يوهان هارتمان
- ترين ديرهولم، بدور يوليانا ماريا من براونشفايغ-فولفنبوتل
- William Jøhnk Nielsen  [لغات أخرى]‏، بدور فريدريك السادس ملك الدنمارك
- ديفيد دينك، بدور Ove Høegh-Guldberg [الإنجليزية]‏
- أليسيا فيكاندير، بدور كارولين ماتيلدا من بريطانيا العظمى
- ميكيل فولسغارد، بدور كريستيان السابع ملك الدنمارك
- جون مارتينوس، بدور Christian Ditlev Reventlow (1710–1775) [الإنجليزية]‏
- Cyron Melville [الإنجليزية]‏، بدور Enevold Brandt [الإنجليزية]‏
- لورا اخوانه  [لغات أخرى]‏، بدور لويز فون بليسين
- Klaus Tange [الإنجليزية]‏
- روزاليندة سبانينغ [الإنجليزية]‏
- سورين الامتداد
- بينت ميدينغ، بدور Count Johann Hartwig Ernst von Bernstorff [الإنجليزية]‏
- Thomas W. Gabrielsson [الإنجليزية]‏، بدور Schack Carl Rantzau [الإنجليزية]‏
- Lukás Král  [لغات أخرى]‏

## الإنتاج
صوّر الفيلم في التشيك ، وكان راسموس فيديبيك ‏ مديرًا لتصوير الفيلم.
موسيقى الفيلم التصويرية كانت من تأليف غبريال يارد.

## وصلات خارجية
- غرام ملكي على موقع IMDb (الإنجليزية)
- غرام ملكي على موقع ميتاكريتيك (الإنجليزية)
- غرام ملكي على موقع روتن توميتوز (الإنجليزية)
- غرام ملكي على موقع نتفليكس (الإنجليزية)
- غرام ملكي على موقع قاعدة بيانات الأفلام العربية
- غرام ملكي على موقع ألو سيني (الفرنسية)
- غرام ملكي على موقع أول موفي (الإنجليزية)
- غرام ملكي على موقع بوكس أوفيس موجو (الإنجليزية)
- غرام ملكي على موقع فيلمافينيتي (الإسبانية)
- غرام ملكي على موقع قاعدة بيانات الأفلام السويدية (السويدية)